# Nuncjusze apostolscy w Nigerii
Nuncjusze apostolscy w Nigerii – nuncjusze apostolscy w Nigerii są reprezentantami Stolicy Apostolskiej przy rządzie Nigerii. Nuncjatura apostolska mieści się w Abudży przy Pope John Paul II, Crescen. Nigeria utrzymuje stosunki z Watykanem od 1960, czyli od momentu uzyskania niepodległości. 

## Nuncjusze apostolscy w Nigerii
| lp. | lata      | nuncjusz           | kraj pochodzenia | uwagi                                    |
| --- | --------- | ------------------ | ---------------- | ---------------------------------------- |
| 1   | 1960–1964 | Sergio Pignedoli   | Włochy           | Delegat apostolski dla Afryki Zachodniej |
| 2   | 1964–1969 | Luigi Bellotti     | Włochy           | Delegat apostolski dla Afryki Zachodniej |
| 3   | 1969–1973 | Amelio Poggi       | Włochy           | Delegat apostolski w Nigerii             |
| 4   | 1973–1978 | Girolamo Prigione  | Włochy           | od 1976 pronuncjusz                      |
| 5   | 1978–1984 | Carlo Curis        | Włochy           |                                          |
| 6   | 1984–1991 | Paul Fouad Tabet   | Liban            |                                          |
| 7   | 1992–1998 | Carlo Maria Viganò | Włochy           |                                          |
| 8   | 1998–2003 | Osvaldo Padilla    | Filipiny         |                                          |
| 9   | 2004–2009 | Renzo Fratini      | Włochy           |                                          |
| 10  | 2010–2016 | Augustine Kasujja  | Uganda           |                                          |
| 11  | 2017–2023 | Antonio Filipazzi  | Włochy           |                                          |
| 12  | od 2024   | Michael Crotty     | Irlandia         |                                          |

## Źródła zewnętrzne
- Krótka nota na Catholic-Hierarchy (ang.)